# Eurytoma bugbeei
Eurytoma bugbeei är en stekelart som beskrevs av Grissell 1974. Eurytoma bugbeei ingår i släktet Eurytoma och familjen kragglanssteklar. Inga underarter finns listade i Catalogue of Life.